# Tamta
Tamta Goduadze (født 10. januar 1981 i Tbilisi), kendt som blot Tamta, er en georgisk sanger. Hun opnåede popularitet i Grækenland og Cypern i 2004 for hendes deltagelse i Super Idol Greece, hvor hun fik andenpladsen.
Hun ræpresenterede Cypern i Eurovision Song Contest 2019 med sangen "Replay".
1. ↑  Navnet er anført på nynorsk og stammer fra Wikidata hvor navnet endnu ikke findes på dansk.